# Bắc Đồn
Bắc Đồn (tiếng Trung: 北屯; bính âm: Běitún) là một thành phố cấp huyện ở phía bắc khu tự trị Duy Ngô Nhĩ Tân Cương, Trung Quốc. Về mặt hành chính, Bắc Đồn là một huyện cấp thị nằm dưới quyền quản lý trực tiếp của khu tự trị, song về mặt địa lý thì nó bị địa khu Altay bao quanh.
Năm 1953, Quân Giải phóng Nhân dân Trung Quốc đã tổ chức đưa quân đến khai khẩn nông nghiệp tại Altay, sau đó thì thành lập đoàn số 28 xây dựng nông nghiệp Tân Cương quân Giải phóng Nhân dân Trung Quốc. Tháng 8 năm 1958, tướng Trương Trọng Hãn đã cho thành lập bộ chỉ huy sư đoàn nông nghiệp số 10 tại "Đa Nhĩ Bố Nhĩ Tân" (多尔布尔津) ở bờ nam sông Irtysh. Đến tháng 10 năm 1959, "Đa Nhĩ Bố Nhĩ Tân" được đổi tên thành "Bắc Đồn". Lấy Bắc Đồn làm trung tâm, sư đoàn nông nghiệp số 10 dần xây dựng nên 11 nông mục đoàn trường (tức do quân đội quản lý) cơ giới hóa, hàng chục doanh nghiệp. Ngày 21 tháng 12 năm 2011, thủ tướng Ôn Gia Bảo đã chính thức phê chuẩn thành lập thành phố cấp huyện Bắc Đồn thuộc khu tự trị Duy Ngô Nhĩ Tân Cương, do binh đoàn sản xuất và xây dựng Tân Cương quản lý. Đến ngày 28 tháng 12 năm 2011, thành phố Bắc Đồn chính thức được thành lập.
Thành phố Bắc Đồn có diện tích 910,5 kilômét vuông (351,5 dặm vuông Anh) và dân số năm 2011 là 76.300 người. Tên gọi của thành phố xuất phát từ câu nói "Trung Quốc tối bắc đích đồn khẩn trọng địa" (tiếng Trung: 中国最北的屯垦重地).
Bắc Đồn nằm giữa thành phố Altay và huyện Phú Hải. Địa hạt bao gồm khu phát triển đô thị Bắc Đồn từ trước và ba đoàn trường là đoàn 183, đoàn 187 và đoàn 188. Trên địa bàn thành phố có sông Ulungur và sông Irtysh chảy qua.
Bắc Đồn có tỉnh lộ 318, tỉnh lộ 319, quốc lộ 216, đường cao tốc Khuê Đồn-Altay và đường sắt Khuê Đồn-Bắc Đồn chạy qua.